# 多治速比売神社

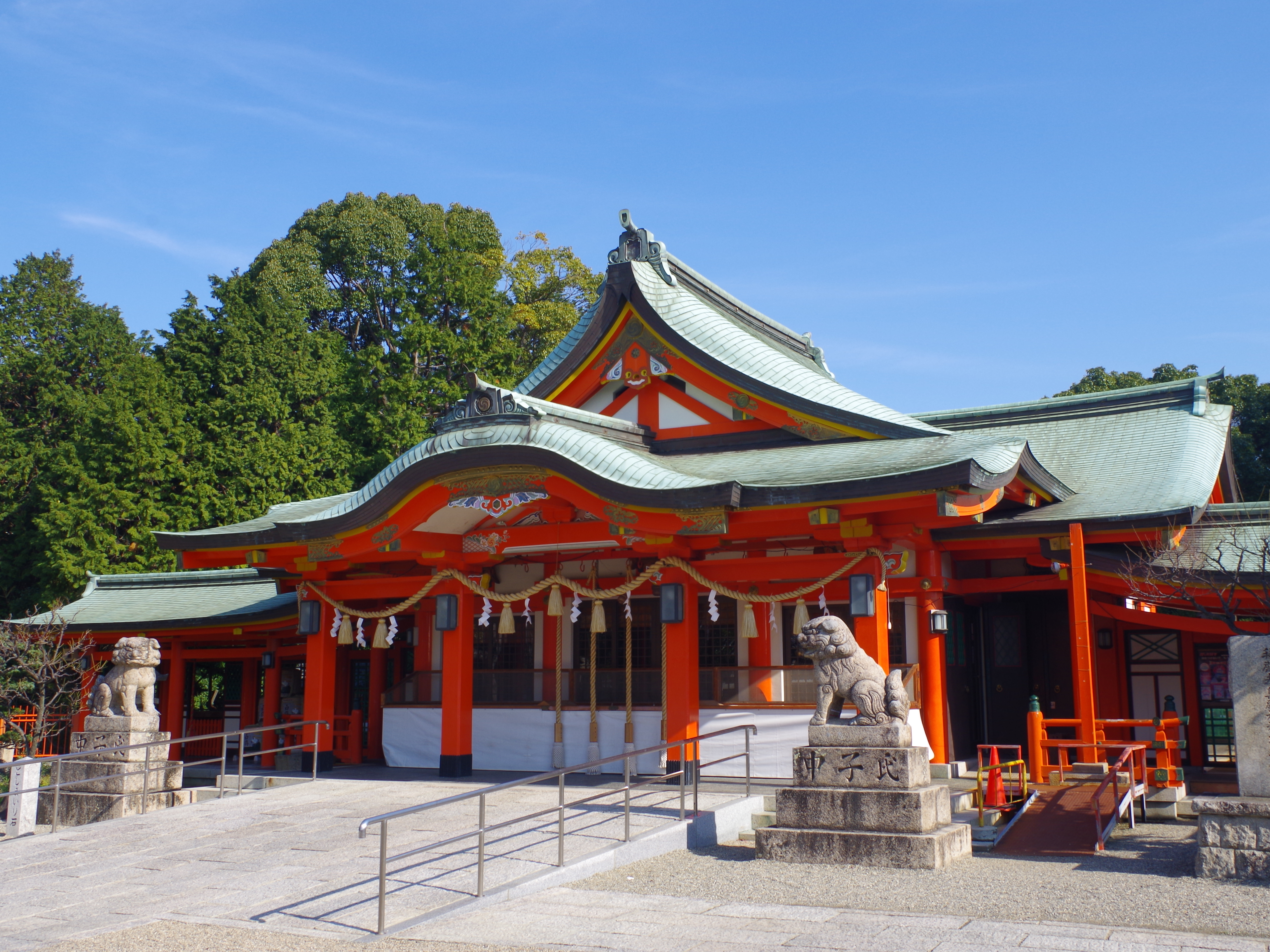
拝殿

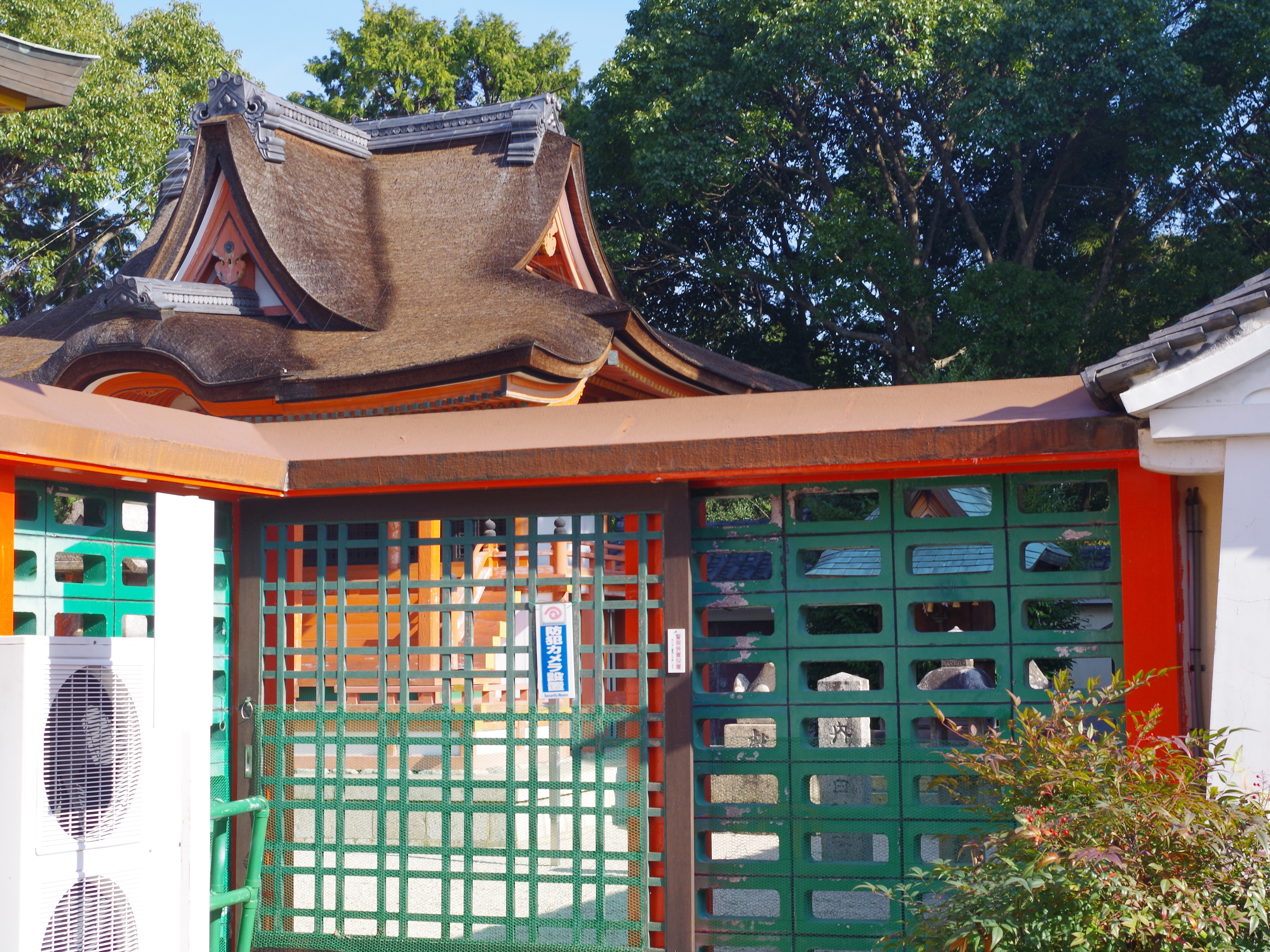
本殿（重要文化財）

多治速比売神社（たじはやひめじんじゃ）は、大阪府堺市南区宮山台にある神社。延喜式神名帳に記載されている和泉国大鳥郡の式内社である。旧社格は郷社。荒山宮（こうぜんのみや）とも呼ばれ、境内の周りは荒山公園として賑わっている。

## 歴史
和泉国大鳥郡の延喜式内社二十四座のひとつで宣化天皇の時代（530年頃）の創建と伝えられている。明治初年までは総福寺と並存した神宮寺であったが、神仏分離の際神社のみとなった。後に郷社に列せられている。本殿は室町時代の建造物で国の重要文化財に指定されている。境内には13の末社「坂上神社（式内社）、鴨田神社（式内社）、大神社、住吉社、天照社、八幡社、春日社、熊野社、白山社、弁天社、稲荷社、福石社、水天宮」があり、合わせて荒山宮と呼ばれている。
1963年（昭和38年）、泉北ニュータウンの造成計画に伴い、社有地の大部分が売却され、住宅や荒山公園が作られた。それにより、当社は境内の整備や拝殿・参集殿等の大改築が行われている。

## 祭神
- 主祭神 - 多治速比売命（たじはやひめのみこと）
- 合祀神 - 素盞嗚尊、菅原道真公

## 境内
- 本殿（重要文化財） - 室町時代の天文8年（1539年）から天文12年（1543年）の間の再建。様式は三間社入母屋造で正面に千鳥破風があり大きな向拝があって、それに軒唐破風がついている。向拝柱上部中央の蟇股には龍・雲・浪、左右の蟇股には表面に牡丹・唐獅子、裏面に雲・宝珠、内法長押正面中央の蟇股には桐、右の蟇股には鯱、左の蟇股には山茶花・松・幣が、北と南の側面蟇股には鯉・松・滝・雲がそれぞれ彫られている。向拝の手挟は透彫で左右二個あり、向かって右は右面に芭蕉に蟷螂、左面に水に蓮、向かって左は右面に海藻と貝類、左面に水に花菖蒲が彫られている。向拝の木鼻は獣頭のような変わった珍しい形が付けてある。芭蕉に蟷螂の彫刻は全国でもここだけとされる。解体修理の際、天文8年（1539年）と10年（1541年）の墨書が発見され、文政2年（1819年）の棟札の写しには、天文12年（1543年）2月に再建されたと書かれていたことから天文8年から12年にわたって建てられたことが明らかとなった。
- 鴨田神社 - 祭神：不詳。本殿に向かって右手にある式内社。1908年（明治41年）に泉北郡北上神村大字大平寺字鴨田から合祀。加茂別雷命、住吉命、事代主命、武内宿禰命、大田田根子、大己貴命などとされるがいずれも根拠は不詳。
- 坂上神社 - 祭神：不詳。本殿に向かって左手にある式内社。1910年（明治43年）に泉北郡久世村大字平井字南垣外から合祀。『姓氏録』和泉国諸藩によると池辺直は坂上大宿禰と同祖で阿智王の後裔であるという。また『和泉国神名帳』大鳥郡の項では日下部大歳社と神代社、坂上社などの中間に記載されている従四位上の神階をもつ池辺檜原社・池辺神殿社・池辺社の三社は記載順から蜂田郷か日下部郷にあった神社と考えられている。これらの事から蜂田郷の平井に所在する坂上神社は池辺氏もしくは坂上氏が祖先の阿知使主（阿智王）を祀ったのではないかと推測されている。『堺市史 続編』第一巻（第一篇 古代 p179）は古代において池辺直一族が大鳥郡内に蟠踞した可能性が大きいとしている。
- 葛神社 - 祭神：一言主神。久世村大字平井字中垣から合祀。
- 金峯神社 - 祭神：金山比古命・金山比売命。久世村大字平井字南垣外から合祀。
- 天照社
- 大神社
- 住吉社
- 拝殿
- 白山社
- 熊野社
- 春日社
- 弁天社（厳島神社） - 祭神：市杵嶋姫命。1907年（明治40年）に泉北郡北上神村大字大庭寺字厳島から合祀。
- 伊勢神宮遥拝所
- 吉田民藏宮司の像
- 金高稲荷社 - 祭神：稲荷魂命
- 脇門
- 福石社 - 祭神：福石大神
- 旧大師堂
- 八幡社 - 祭神：誉田別命。1909年（明治42年）に泉北郡久世村大字伏尾字伏尾山から、更に1910年（明治43年）に泉北郡久世村大字和田字山の上から合祀。
- 社務所
- 儀式殿
- 参集殿
- 神館
- 水天宮

## 文化財

### 重要文化財
- 本殿 附：棟札（1枚）

## 祭事
- 歳旦祭
  - 1月1日 午前8時
- 古武道奉納
  - 1月3日 午前10時
- 福石社神事
  - 1月6日 午後2時
- とんど焼き
  - 1月第3日曜日 午前9時～午後４時まで
- 節分祭
  - 2月3日 午前10時
- 厄除火焚神事
  - 2月3日 午後7時～
- 稲荷祭
  - 3月最終の日曜日 午前10時
- 夏越の大祓式
  - 6月30日 午後4時
- 弁天祭
  - 8月最終の日曜日 午後6時
- 例大祭
  - 10月5日に近い日曜日 午前9時
  - 氏子によるだんじりや神輿だんじりの宮入等で賑わう
- 七五三詣
  - 11月15日
- 年越の大祓式
  - 12月31日
- 月次祭
  - 毎月1日 午前6時

## 現地情報
- 南海泉北線 泉ヶ丘駅から南海バス｢宮山台回り」か「堺東行き」または「（泉北2号線経由）津久野駅行き」に乗り、「宮山台2丁」下車。